# Southbank Centre

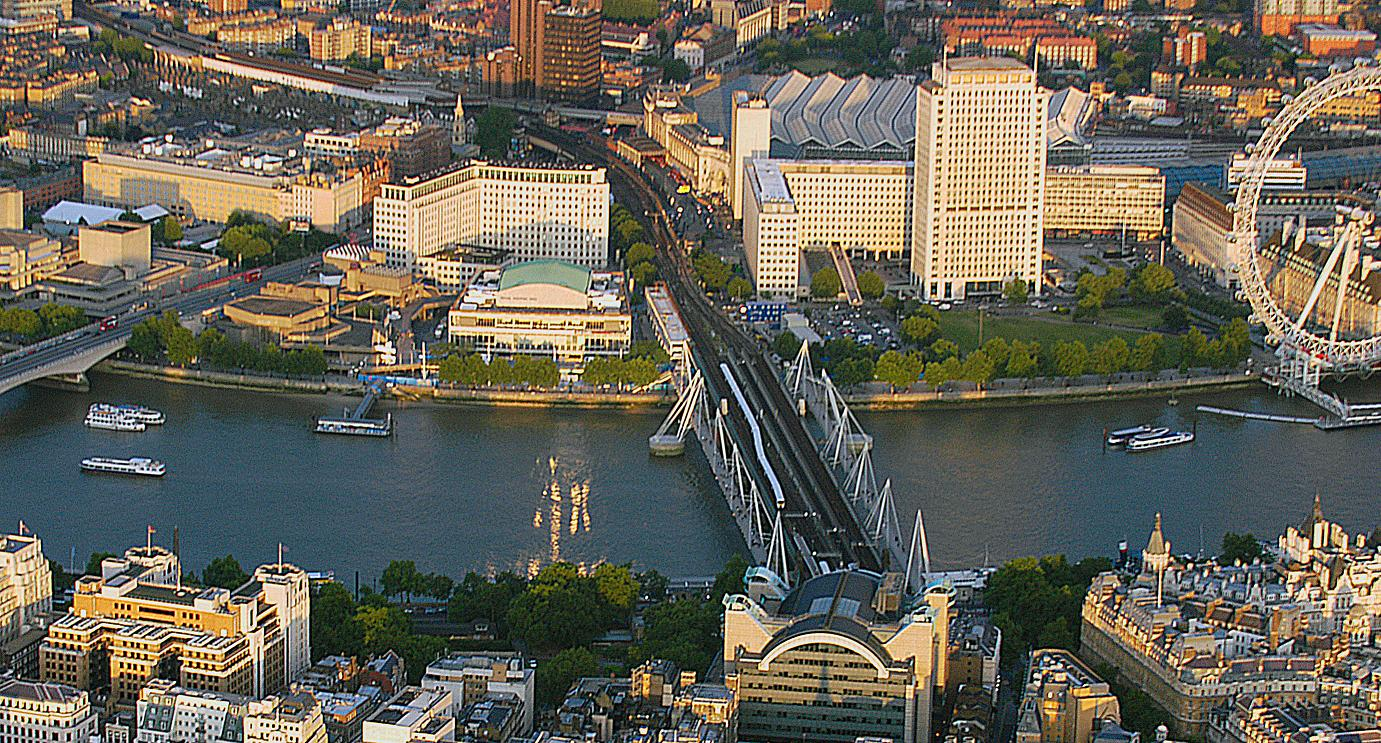
Southbank Centre o rozloze 85 000 m² se nachází mezi County Hall a Waterloo Bridge

Southbank Centre v Londýně bylo založeno roku 1951 pro Festival of Britain. Je místem výstav, koncertů, divadla a recitace. V současné době spravuje sbírky Arts Council England situované v Hayward Gallery a v Yorkshire Sculpture Park (Longside), putovní výstavy umění organizované Hayward Gallery, provozuje několik koncertních síní, podporuje čtyři orchestry, asi stovku uměleckých organizací a hostující umělce.

## Budovy v Southbank Centre
- Royal Festival Hall
- Queen Elizabeth Hall
- Purcell Room (malá koncertní a divadelní scéna v budově Queen Elizabeth Hall)
- Hayward Gallery
- The Saison Poetry Library (od roku 1988 v budově Royal Festival Hall, má největší knihovnu moderní a současné poezie ve Velké Británii)